# Цьось Олена Володимирівна
Олена Цьось (нар. 9 травня 1990, Луцьк, УРСР) — українська велоспортсменка.

## Життєпис
У 2011 році разом з Любов Шулікою на чемпіонаті Європи в Апелдорні Олена Цьось виграла срібну медаль у командному спринті. На Олімпійських іграх 2012 року в Лондоні разом із Шулікою зайняла четверте місце, також у командному спринті. У 2013 та 2014 роках вигравала чемпіонат України на дистанції 500 метрів в індивідуальному заїзді, а у 2014 році разом з Шулікою виграла й командний спринт. Після цього вирішила завершити спортивну кар'єру.

## Досягнення
2013
1-е місце у спринті, Гран-прі російських вертольотів
1-е місце у командній гонці на дистанції 500 м, Копа Інтернасьональ де Піста
2014
Гран-прі Галичини
1-е місце — спринт
1-е місце — командний спринт (разом з Оленою Старіковою)
1-е місце — командна гонка на дистанції 500 м
2-е місце — велогонка
3-є місце — велогонка, Паневежис
Гран-прі Мінська
3-є місце — велогонка
3-є місце — спринт